# Lawinenunglück von Reckingen
Das Lawinenunglück von Reckingen ereignete sich am 24. Februar 1970 im Walliser Dorf Reckingen VS. Eine Staublawine forderte 30 Todesopfer und löste die grösste Lawinenrettungsaktion der Schweizer Geschichte aus. Es war die schwerste Lawinenkatastrophe des 20. Jahrhunderts in der Schweiz.

## Das Unglück
Am frühen Morgen des 24. Februar 1970 löste sich um 5:05 Uhr eine Staublawine mit einem Volumen von 1,8 Millionen Kubikmetern Schnee von der Bächji-Alp durch das Bächital und traf den westlichen Teil von Reckingen.
Das Wetter in den Tagen vor der Katastrophe war extrem: Über 140 Zentimeter Neuschnee waren gefallen, zusätzlich 20 Zentimeter in der Nacht vor dem Unglück.
Die Lawine tötete 19 Angehörige der Mittleren Fliegerabwehrabteilung 54, die ihren jährlichen Wiederholungskurs in der nahegelegenen Kaserne Gluringen absolvierten, sowie elf Zivilisten. Die Offiziere waren in einem umgebauten Hotel (ehemals Hotel Blinnenhorn von 1902) einquartiert.

## Rettungsaktion
Die grösste Lawinenrettung der Schweizer Geschichte mobilisierte 950 Rettungskräfte, 13 Lawinenhunde, 14 Baumaschinen und drei Helikopter. Trotz der schwierigen Bedingungen konnten in den ersten 90 Minuten 19 Personen lebend geborgen werden.
Die Rettungsarbeiten dauerten bis zum 28. Februar. Berühmt wurde die Rettung der einjährigen Ursula Carlen, die nach 1,5 Stunden unter Trümmern gefunden wurde, das sogenannte «Wiegenkind-Wunder». Dachtrümmer waren über ihrem Kinderbett zusammengestürzt und hatten eine schützende Luftblase gebildet.

## Ursache und Untersuchung
Eine militärische Untersuchung unter Leitung eines Militärauditors klärte ab, ob die Schiessübungen der Fliegerabwehrabteilung vom 23. Februar die Lawine ausgelöst haben könnten. Nach umfangreichen Tests der Eidgenössischen Materialprüfungsanstalt am 15./16. April 1970 wurde festgestellt: «Die Wahrscheinlichkeit eines Zusammenhangs zwischen militärischen Übungen und der Lawine ist vernachlässigbar.»
Die Untersuchung ergab, dass natürliche Faktoren, die kritische Schneeansammlung von mindestens 20 Zentimetern während der Nacht, kombiniert mit windinduzierter Belastung und instabiler Schneepackstruktur, die spontane Lawinenauslösung verursachten.

## Folgen
Die Katastrophe hatte weitreichende Konsequenzen. Sie beschleunigte die Verabschiedung des Bundesgesetzes über die dringlichen Raumplanungsmassnahmen vom 17. März 1972, das erstmals schweizweit verbindliche Lawinengefahrenkarten vorschrieb.
Das betroffene Gebiet wurde als «nicht überbaubare Lawinenzone» ausgewiesen. Moderne Schutzbauten verhindern seither weitere Lawinen bis ins Dorf. Die Katastrophe beeinflusste auch die Entwicklung der Lawinenforschung am SLF und die Verbesserung von Lawinenvorhersagemodellen.

## Historische Einordnung
Die Lawine von Reckingen war die tödlichste Einzellawine des 20. Jahrhunderts in der Schweiz und Teil des schneereichen Winters 1969/70 mit insgesamt 56 Lawinentoten. Es war der schwerste Friedensunfall der Schweizer Armee mit militärischen Opfern.
Zum Vergleich: Der Lawinenwinter 1951 kostete in Wallis 92 Leben, verteilte sich aber auf 649 separate Lawinen.

## Gedenken
Ein Gedenkstein bei der Dorfkirche erinnert an die Opfer, zudem findet jährlich eine Gedenkfeier statt.